# Daniela Samulski
Daniela Samulski (Berlín, 31 de mayo de 1984-Ibidem, 22 de mayo de 2018) fue una nadadora alemana, especialista en estilo libre y espalda (50 y 100 m).

## Biografía deportiva
En el Campeonato del Mundo de natación, celebrado en Roma 2009, fue subcampeona mundial en 50 m espalda con un tiempo de 27,23 s; obtuvo la medalla de plata en el relevo 4 x 100 libre como parte del equipo alemán integrado además por Britta Stteffen, Petra Dallmann y Daniela Schreiber; y medalla de bronce en el relevo 4 x 100 combinado integrado además por Britta Steffen, Annika Mehlhorn y Sarah Poewe.
Fue dos veces campeona de Europa: en 2010 con el relevo de 4 x 100 metros y en 2006 con el relevo de 4x200 metros. Hasta el día de su fallecimiento, poseía el récord alemán de 50 y 100 metros.
Falleció, a causa de un cáncer, el martes 22 de mayo de 2018, dejando dos niños pequeños.